# جوزيف كيمارايس
جوزيف كيمارايس هو لاعب كرة قدم برازيلي، ولد في القرن 20.